# نئایونیا
شهر نئایونیا در استان آتیک در کشور یونان واقع شده است که دارای جمعیت ۶۸٬۷۷۲  نفر می‌باشد.